# Koos Buster
Koos Buster Stroucken, beter bekend als Koos Buster (1991) is een Nederlands keramist die bijgedragen heeft aan de heropleving van keramiek in Nederland.

## Levensloop
Stroucken groeide op in Amsterdam-Noord en is de zoon van een mimespeler en een kleuterjuf. In 2013 startte hij met zijn opleiding aan de Gerrit Rietveld Academie in de richting keramiek. In 2018 studeerde hij af met de presentatie Grote Koos Buster Museum, waarbij hij een kamer gevuld had met nagemaakte voorwerpen van keramiek. Een van de stukken werd aangekocht door de Akzo Nobel Art Foundation. Hij heeft een werkplaats op het NDSM terrein in Amsterdam.
Zijn werk bestaat uit alledaagse voorwerpen die zijn gemaakt van keramiek en glas op basis van tekeningen, waaronder hedendaagse voorwerpen die uit de maatschappij dreigen te verdwijnen. Dankzij het glasstipendium van Stichting Stokroos dat hij in 2019 ontving kon hij verder experimenteren met glas. Voor glazen objecten werkt Stroucken samen met glasblazers uit Leerdam. Naar eigen zeggen zijn de werken bedoeld "om de wereld een beetje mooier te maken" en is hij altijd op zoek naar de "perfecte lulligheid". Hij laat zijn kunst naar eigen zeggen door twee persoonlijkheden maken: Koos en Buster, waarbij eerstgenoemde volgens een vast concept werkt en laatstgenoemde aan een vrijere vorm van kunst doet. In november 2022 startte hij met een drie maanden lange residency bij het Europees Keramisch Werkcentrum in Oisterwijk. Door de aanwezigheid van grote ovens werd het mogelijk om grotere werken te produceren.
Zijn werk is onder meer geëxposeerd in diverse galerieën, op kunstbeurzen zoals Unfair en Art Rotterdam en in musea zoals Museum Beelden aan Zee, het Frans Hals Museum, het Lisser Art Museum en het Nationaal Glasmuseum in Leerdam. Daarnaast is zijn werk onderdeel van collecties van onder andere ABN AMBRO, de Akzo Nobel Art Foundation, Museum Voorlinden en Allen & Overy. In 2024 had hij zijn eerste museale solotentoonstelling. Deze tentoonstelling met de titel Het had ook anders kunnen zijn vond plaats in Museum MORE in Kasteel Ruurlo. De titel van de tentoonstelling is een verwijzing naar een liedje van Gordon.

## Exposities (selectie)
- De Wachtkamer van Roos Bustek (2019), Nationaal Glasmuseum[11]
- Keramiekcentrum Tiendschuur Tegelen (2023)[4]
- Uit armoede (2024), Stedelijk Museum Schiedam[12]
- Pioniers in keramiek (2024), Museum Prinsenhof Delft[13]
- (Un)monumenting (2024), NDSM-werf Amsterdam[6]
- Het had ook anders kunnen zijn (solo-expositie) (2024), Kasteel Ruurlo
- Naar eigen hand (2024), Museum Arnhem[14]